# Agrambela (Ahaia)
Agrambela  este un oraș în Grecia în prefectura Ahaia.